# Городок в табакерке
«Городо́к в табаке́рке» — сказка русского писателя Владимира Одоевского, в которой в сказочной форме рассказывается об устройстве музыкальной шкатулки («табакерки»). Впервые опубликована отдельным изданием в 1834 году, затем вошла в сборник «Сказки дедушки Иринея», вышедший в 1841 году (первое издание сборника, предпринятое в 1838 году, не поступало в продажу, поскольку из-за большого числа типографских ошибок тираж был уничтожен автором).

## Сюжет
Отец показывает маленькому сыну Мише свою музыкальную шкатулку с черепаховой крышкой, на которой изображены деревья и домики. Он говорит, что это городок Динь-динь, в котором живут колокольчики. В шкатулке играет музыка, и на картинке день сменяется ночью. Миша хочет попасть в этот городок, но отец говорит, что Мише городок «не по росту». Открыв крышку, отец показывает Мише колокольчики, молоточки, валик и пружинку. Миша спрашивает, как всё это работает, но отец предлагает ему подумать самому, но только не трогать пружину. Он выходит из комнаты, оставляя Мишу одного.
Вдруг Миша видит, как из шкатулки выходит и машет ему рукой мальчик-колокольчик. Миша вдруг понимает, что стал таким маленьким, что может войти в шкатулку. Вместе с мальчиком-колокольчиком он входит внутрь и видит множество сводов: колокольчик объясняет ему, что дальние своды кажутся меньше из-за закона перспективы. Далее колокольчик показывает Мише другие колокольчики разных размеров, которые всё время звенят, потому что по ним бьют злые дядьки-молоточки. В свою очередь, те это делают, потому что у них есть надзиратель-валик, который лежит в халате на диване и всё время поворачивается с боку на бок. Наконец, Миша видит в золотом шатре Царевну-пружинку, которая и толкает валик, чтобы тот дергал молоточки, которые бьют по колокольчикам и создают музыку. Чтобы проверить, правду ли говорит пружинка, Миша прижимает её, и та лопается и весь механизм выходит из строя.
В это время Миша просыпается и видит отца и мать — те говорят, что он заснул под музыку шкатулки. Миша рассказывает родителям свой сон, и отец говорит, что ещё лучше он поймёт работу устройства, когда будет учиться механике.

## Отзывы

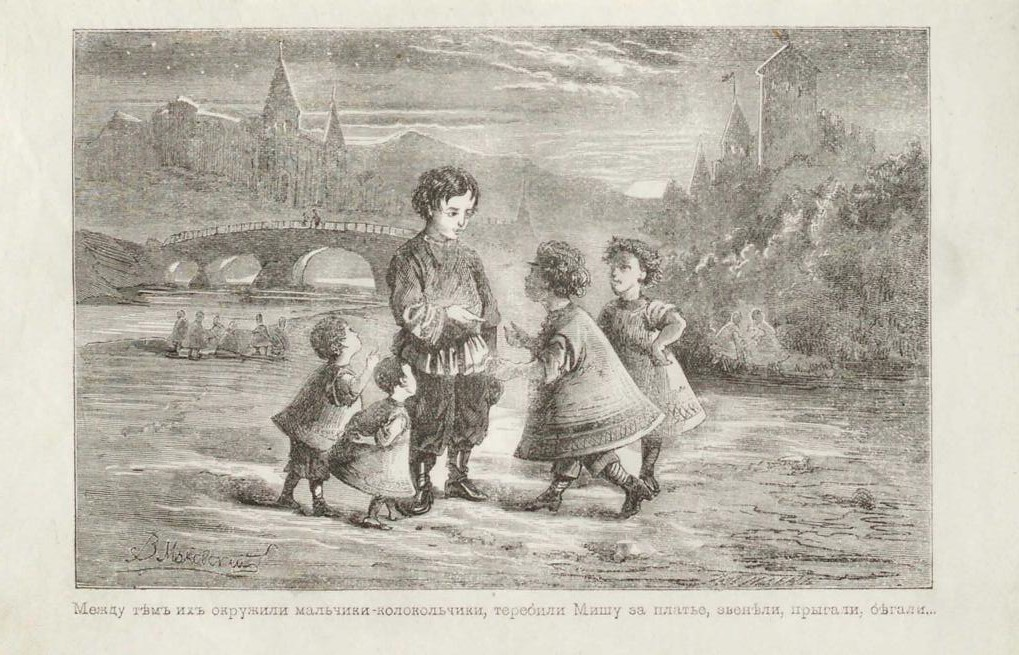
Иллюстрация В. Е. Маковского из издания 1871 года

Виссарион Белинский в одобрительном отзыве на сборник «Сказки дедушки Иринея» назвал «лучшими пьесами» в нём сказки «Червяк» и «Городок в табакерке». Кратко изложив сюжет последней, критик добавляет:
Жалеем, что заговорили об этой поэтической пьеске, которую можно понять только из неё самой, а не отзывом о ней. Она принадлежит к разряду фантастических повестей: через неё дети поймут жизнь машины, как какого-то живого, индивидуального лица, и под нею не странно было бы увидеть имя самого Гофмана.
Финский литературовед Бен Хеллман отмечает, что, как и в чуть более ранней детской повести «Чёрная курица, или Подземные жители», сюжет сказки Одоевского «основывается на сосуществовании двух миров в детском сознании». При этом, хотя сказку «признали полезным введением к изучению законов механики», никто не обратил внимание на её аллегорическое звучание. В табакерке Миша «фактически обнаруживает иерархичное миниатюрное общество»:
У тех, кто на дне — мальчиков-колокольчиков — жизнь нелегка и заполнена постоянным тяжёлым трудом. Как русские крепостные, они прикованы к своему месту. Дядьки-молоточки и надзиратель-валик — средний класс и землевладельцы — оправдывают существующий порядок тем, что они — просто винтики огромной машины. Власть в этом несчастливом мире принадлежит царевне Пружинке. Во сне Миша сочувствует угнетённым подданным и, несмотря на предупреждение отца, трогает пружинку.

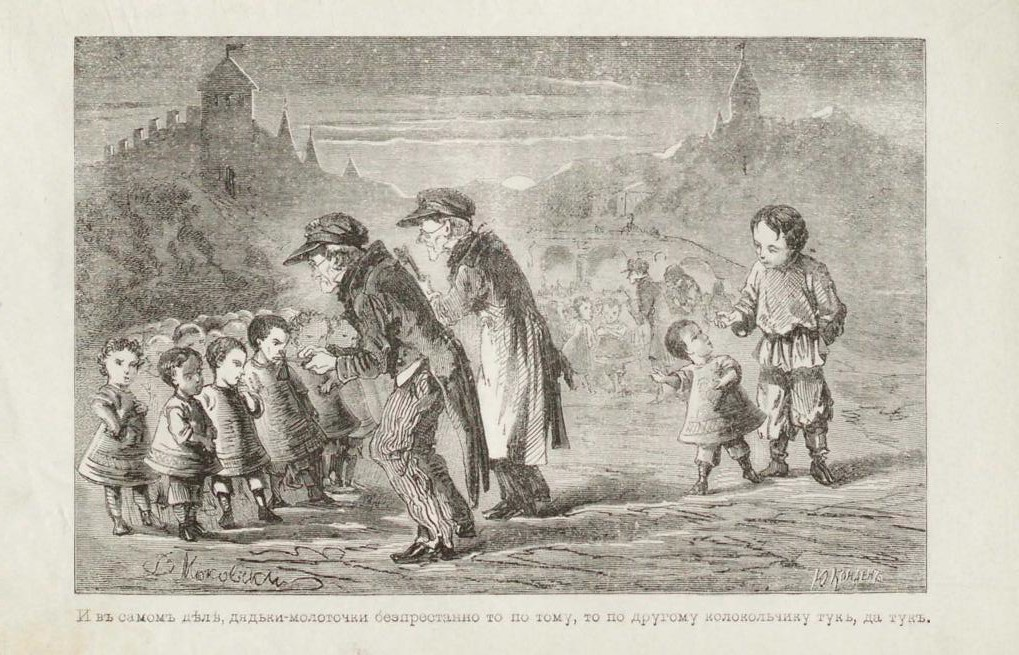
Иллюстрация В. Е. Маковского из издания 1871 года

Исследователь заключает, что «результаты аллегорической попытки революции катастрофичны», что «приводит читателя к неутешительному выводу: бесполезно посягать на существующий крайне несправедливый порядок вещей».

## Экранизация
В 1976 году по мотивам сказки был снят рисованный мультфильм «Шкатулка с секретом» — музыкальная фантазия Валерия Угарова в эстетике британского мультфильма «Жёлтая подводная лодка» (1968).